# Manuel Segundo Leiva Velasco
Manuel Segundo Leiva Velasco, (*Camaná, Virreinato del Perú, 1815- † Lima, Perú, 1895) fue un militar peruano de larga trayectoria en el ejército de su país. Inició su carrera militar en 1835, hizo las campañas de la confederación peruboliviana encontrándose en las batallas de Yanacocha y Guías, durante la insurrección de Manuel Ignacio de Vivanco en 1841 combatió a órdenes de Ramón Castilla en el combate de Cuevillas. En 1843 obtuvo sus despachos de coronel efectivo de manos del mariscal Domingo Nieto. En 1865 se encontraba al mando de una de las divisiones del ejército del general Pezet; cuando el general Prado que había iniciado una revolución en Arequipa atacó Lima en noviembre de ese año el coronel Leiva desobedeció las órdenes del ministro José Luis Gómez Sánchez, lo que permitió que los revolucionarios se hicieran con el control de la capital. Concurrió al combate del 2 de mayo en las baterías del Callao frente a la escuadra española del almirante Méndez Núñez, por lo que fue declarado benemérito a la patria.

## Guerra del Pacífico
Al momento de iniciarse la guerra con Chile fue nombrado por el presidente Prado instructor de la Guardia Nacional, cuando Nicolás de Piérola derrocó a Prado le confió la inspectoría general del ejército y posteriormente el mando del segundo ejército del sur que se organizaba en Arequipa con los restos de la división del coronel Gamarra derrotado en Moquegua y nuevos reclutas provenientes de Apurimac, Puno, Cusco y la guardia nacional de la ciudad. Previamente el coronel Isaac Recavarren había tratado de apresurar la marcha de este ejército al sur con la finalidad de reforzar a Montero en Tacna, pero al entrar en desavenencias con su segundo jefe, el coronel Mariano López, fue puesto bajo arresto y depuesto del mando. De esta manera cuando Leiva llegó a Arequipa el 27 de abril de 1880, refiere que encontró al ejército desorganizado y mal equipado.
Efectuados los preparativos para la campaña, Leiva abandonó Arequipa el 12 de mayo con un ejército de alrededor de 3.000 hombres formado por los batallones "Huancané", "Legión Peruana", "Apurimac" y "2 de Mayo", las columnas "Grau" y "Mollendo", 4 cañones, 2 ametralladoras y un escuadrón de caballería; sin embargo avanzó tan lentamente que el 26 de mayo, cuando se produjo la batalla del Alto de la Alianza, se encontraba en Torata, cerca de Moquegua, recibiendo en ese lugar las órdenes de Campero, despachadas el 24, de amagar la retaguardia chilena retirándose a Candarave si era atacado por fuerzas superiores. El 28 de mayo ocupó la ciudad de Moquegua y el 30 las inmediaciones de Locumba, al tener noticias del desastre y dispersión del ejército aliado en Tacna optó por regresar a Arequipa, recibiendo orden de Pierola de marchar a Arica el 8 de junio cuando la plaza ya había caído y el victorioso ejército chileno ocupaba Tacna con 10.000 hombres. De vuelta a su cuartel en Arequipa fue depuesto del mando y en su lugar nombrado el coronel José de la Torre, ordenándosele se presentara el Lima a dar cuenta de su conducta, proceso del que salió absuelto. El 22 de diciembre fue nombrado ayudante del jefe supremo Nicolás de Pierola y como tal asistió a las batallas de San Juan y Miraflores.
Terminada la guerra y durante los años que siguieron hasta su fallecimiento el coronel Segundo Leiva trató fervientemente de vindicar su nombre, sosteniendo que su honra militar "estaba herida de muerte" por las que consideraba injustas recriminaciones sobre su actuación en la campaña del sur y el supuesto abandonó que había hecho de los defensores de Arica. Los últimos años de su vida los pasó en la soledad y amargura hasta su fallecimiento en Lima en el año 1895. Sus restos se encuentran enterrados en el cementerio Presbítero Maestro en una sencilla y olvidada tumba que solo lleva sus iniciales.

## Controversia
El coronel Segundo Leiva es uno de los personajes polémicos de la guerra del Pacífico, los dramáticos telegramas del coronel Francisco Bolognesi diciendo "Apure Leiva Apure" contribuyeron a acrecentar las críticas en su contra, parte de la historiografía peruana le atribuye una actitud cobarde frente al enemigo[cita requerida] y una excesiva pasividad al momento de marchar en ayuda del primer ejército del sur, Leiva por su parte alegó en su defensa la baja calidad de su tropa, la mayoría de la cual se componía de reclutas sin uniformes y equipos que no habían hecho ni siquiera un ejercicio de fuego e incluso ignoraban el uso de sus armas, que además consistían en una mezcla de rifles Minie, Chassepot, Remington y Peabody; igualmente la disciplina de los mismos no era la mejor pues tuvo más de 600 deserciones en la marcha. Otros historiadores peruanos como Mariano Felipe Paz Soldán consideran que Leiva era un militar de reconocido valor en el ejército pero que los años, las enfermedades propias de su edad y el olvido de la vida militar lo habían inutilizado para el cargo que se le confió. Jorge Basadre le consideraba un hombre más de consejo que de acción señalando que hubiera sido preferible nombrar en su lugar al bravo coronel Recavarren, mientras que el historiador Héctor Robles Martínez dijo de él que era un hombre excesivamente cauto y conflictivo, pero no un cobarde.